# Владимир Букилић Поп Мићо
Владимир Букилић — Поп Мићо (Велика Браина, код Медвеђе, 1919 — Бели Камен, код Прокупља 28. март 1944) био је учесник Народноослободилачке борбе и народни херој Југославије.

## Биографија
Рођен је 1919. у Великој Браини, код Медвеђе. Основну школу Владимир је завршио у Тулару, а четири разреда гимназије у Приштини. По завршетку гимназије отишао је да учи богословију у Призрену. После треће године богословије почиње активно да ради у скојевској организацији, организује штрајк у школи, због чега га прогоне из богословије. Извесно време после тога он је код куће, али успева касније да настави школовање и заврши богословију. После тога живи прилично тешко, али се не запошљава као свештеник. Све више се посвећује револуционарном политичком раду. Постаје један од четворице чланова КПЈ у првој партиској ћелији у своме месту у септембру 1940.
У НОБ је ступио у августу 1941. У одреду на планини Кукавици постао је санитетски референт. У јесен исте године одлази са групом бораца са Кукавице у Јабланицу са задатком да тамо формира Јабланички одред. Свој задатак у Јабланици Поп Мићо је извршио успешно. Касније, у борбама за ослобођење Лебана и Прокупља истицао се храброшћу и дисциплином тако да је убрзо постао врло популаран и познат борац. Партизанско име Поп Мићо добио је по личности из Његошевог „Горског вијенца“.
У марту 1942. године четници, недићевци, Немци и Бугари почели су велику офанзиву против партизана на терену Пусте Реке. Надмоћност непријатеља била је велика. Партизанске снаге морале су да пређу у дефанзиву. Ситуација је била врло тешка. Одреди су били сведени на мање чете. Само су најхрабрији и најсавеснији остали доследни идејама за које су се борили. Међу тим борцима био је и Поп Мићо.
Крајем исте године почиње оживљавање одреда и нова активност партизана. Борбе се воде на Ображди, на Бунатовцу, Белом Камену, Каменој Чуки и другим местима. За време борби на Бунатовцу, фебруара 1943. године, Поп Мићо је био рањен, али није напустио борбу.
Следећа, 1943. година испуњена је сталним маршевима и борбама на Леци, Гајтану, Радану и другим местима. У свим тим борбама Поп Мићо учествује. Када је основана Прва јужноморавска бригада Поп Мићо је у њој постављен за политичког комесара Трећег омладинског батаљона. Имао је тада 24 године. Био је још омладинац са дечачким лицем, али са траговима напорног живота. Био је веома познат као добар говорник и као веома способан руководилац, чији су савети увек пажљиво слушани на састанцима штабова и руководстава. Посебну популарност стекао је својом бригом за рањене другове. Њих никада није хтео да оставља саме.
У пролеће 1944. године, четници заједно са Немцима и Бугарима су предузели велику офанзиву против партизана на сектору Пусте реке и Јабланице. Друга јужноморавска бригада имала је у тим борбама два тешка губитка — изгубила је, једног за другим, два команданта. За команданта је после погибије народног хероја Страхиње Ераковића дошао Поп Мићо. Погинуо је 28. марта, у јуришу на Немце, на планини Пасјачи. Ту ноћ је (према обичају) „Поп Мићо-Туларе“ био знак распознавања.
Указом Председништва АВНОЈ-а постхумно је 6. јула 1945. одликован Орденом заслуга за народ првог реда. Указом председника ФНРЈ Јосипа Броза Тита 27. новембра 1953. проглашен је за народног хероја.
Основна школа у насељу Туларе, општина Медвеђа, носи његово име.